# جنگ مرو
جنگ مرو سلسله نبردهایی‌ست که از سال ۱۲۷۶ تا ۱۲۷۸ ه‍.ق میان دولت ایران و ترکمن‌ها رخ داد.
در پایان جنگ دولت قاجار که به قصد تصرف مرو و مطیع ساختن ترکمن‌های ایل تکه جنگ را آغاز کرده کرده بود، با شکست سنگین از ترکمنها و اسیر شدن ۲۰ هزار ایرانی و کشته شدن حدود ۳۰ هزار نفر از سپاه ایران که متشکل از تمام طوایف ایران بود ، کاری از پیش نبرد و فقط در حدود ۸ هزار نفر توانستند خود را به قوچان و مشهد برسانند.
از سوی دیگر ایلات ترکمن نیز با نابودی تعدادی از قلعه‌های محل زندگی خود در نقاط مختلف پراکنده شدند. به ویژه ایل قدیمی سالور در این جنگ ضربهٔ سختی دید. آن‌ها که بسیاری از افراد خود را در یورش عباس میرزا در ۱۲۴۸ از دست داده بودند، در این جنگ در ابتدا به سپاه ایران وعدهٔ همکاری داده و بعد در صحرای بی‌آب و علف آنان را تنها گذاشتند و آن‌گاه با انتقام‌جویی سپاه ایرانی و حملهٔ آنان به روستاهای خود روبرو شده و در آستانهٔ نابودی کامل قرار گرفتند.
خان‌نشین خیوه نیز که جماعت زیادی از تراکمه ایل یموت در منطقه حکمرانی او زندگی میکردند ، پس از شکست سپاه روس قوای خود را به حمایت از ترکمن‌های ایل تکه وارد صحنه نبرد کرده بود ۱۱ سال بعد به تصرف روسیه درآمده و بیشتر نواحی ترکمن‌نشین شمال خراسان از رود تجن تا دریای خزر تا سال ۱۲۹۸ ه‍.ق ضمیمه خاک امپراتوری روسیه شدند و یک سال بعد در ۱۲۹۹ با امضای پیمان آخال بین ایران و روسیه سرزمین ترکمن‌ها بین این دو کشور تقسیم شد.

## زمینه
در سال ۱۲۶۵ قمری امیر کبیر صدراعظم ایران با ترکمانان ایل سالور و ایل تکه ساکن مرو به توافق رسیده و در مقابل پذیرش حاکمیت ایران از سوی آن‌ها مسئولیت آرامش و امنیت مرو را به آنان سپرد.
اما پس از آن مسئله دریافت خراج مجدداً موجب درگیری ترکمن‌ها و ازبک‌های منطقه با دولت ایران شد. در پائیز ۱۲۷۴ ه‍.ق نیز شاهزاده مراد میرزا حسام السلطنه حاکم خراسان هشتاد نفر از سران ترکمن‌ها (از جمله ۲۴ نفر از سران ایل تکه) را به مشهد دعوت کرده و همگی آنان را اسیر و زندانی کرد. این عمل در شعله‌ور شدن جنگ مرو تأثیرگذار بود.

## جنگ
اولین برخورد بزرگ از ۱۵ تا ۲۷ تیرماه ۱۲۷۶ پس از استقرار قوای ایران در ناحیه سرخس به فرماندهی فریدون‌میرزا و حمزه میرزا حشمت‌الدوله آغاز شد. تهاجم قشون ۴۰ هزار نفری فریدون‌میرزا در حوضه غربی رود تجن ناکام مانده و اردوی حشمت‌الدوله نیز با پیشرفت ترکمن‌ها به حوالی سرخس و شمال قوچان و با از دست دادن ۲۵۰۰ نفر به قوچان عقب‌نشینی کردند.
اما ۳ روز بعد اردوی حشمت‌الدوله با کمک سواران چریک خود که به عشق‌آباد (روستایی در غرب بجنورد) عقب‌نشینی کرده بود، تهاجمات شدیدی را به دستجات پراکنده ترکمن و خیوه‌ای که عازم مشهد بودند.
در ابتدای مردادماه نیروهای ایرانی در ناحیه سرخس به ۶۰ هزار نفر رسیده و قوای ترکمن و متحدان آنان نیز که در مرو مستقر بودند در مجموع از ۵۰ هزار نفر تشکیل می‌شدند. در ۲۲ مرداد نیروهای ایرانی به قصد فتح مرو حرکت کرده و در ۲۳ مرداد قوای کمکی میرزا محمد قوام‌الدوله نیز از قوچان به کمک آن‌ها می‌شتابند. اما در صحنه نبرد شکست خورده و در ۲۷ مرداد تمامی سلاح‌های گرم اردوی حشمت‌الدوله به دست ترکمن‌ها افتاده و اردوی قوام‌الدوله نیز اسیر ترکمن‌ها می‌شوند.
قوای شکست‌خوردٔ ایرانی که جمعاً به ۲۰ هزار نفر می‌رسید، خود را به سرخس رسانیده و فرماندهان لشکر نیز برای جلوگیری از حملهٔ ترکمن‌ها و گرفتار شدن در صحرا مجدداً وارد جنگ شدند، سپاه ایران که در این هنگام در معرض شبیخون‌های پیاپی دشمن قرار داشت با رسیدن فوج پنجم و ششم تبریز به منطقه حملات متقابلی را به ترکمن‌ها ترتیب داده و میدان کنترل جنگ را به دست می‌آورند. در نهایت پس از کشته‌شدن هزاران سرباز و ۱۴ ماه جنگ، سپاه ایران عقب‌نشینی و تنها با ۸ هزار نفر خود را به مشهد رساند.